# Napa River Inn
Napa River Inn, en Napa Valley, California, es un hotel histórico que data de 1884. Está ubicado en el río Napa dentro de parte del histórico Napa Mill, que ahora también es un establecimiento comercial con restaurantes, tiendas, tratamientos de spa y entretenimiento.
En 1884 o 1886, el capitán Albert Hatt utilizó el molino como almacén para servir a los viñedos locales. El Napa River Inn se construyó dentro del histórico edificio del molino de Napa en la década de 1990, "con la inspiración del diseño de interiores proveniente de la renombrada Sandra Blake".
Se ha alegado que está encantada por el fantasma de Albert Hatt, Jr., quien murió ahorcándose en el almacén en 1912. Apareció en un episodio de 2002 de Haunted Hotels como un lugar donde los amantes espectrales se buscan desde el más allá.
Se incluyó en el Registro Nacional de Hoteles Históricos de América en 2004.
En 2012, recibió la aprobación para ampliarse con 26 habitaciones, agregando un tercer piso.
Después de una pausa de siete años, la expansión finalmente comenzó en 2019.